# Gnathia andrei
Gnathia andrei är en kräftdjursart som beskrevs av Pires 1996. Gnathia andrei ingår i släktet Gnathia och familjen Gnathiidae. Inga underarter finns listade i Catalogue of Life.